# 降矢敬雄
降矢 敬雄（ふるや けいゆう、1921年（大正10年）10月7日 - 1993年（平成5年）7月14日）は、昭和期の農業協同組合指導者、労働運動家、政治家。参議院議員（1期）。

## 経歴
山梨県で生まれる。1939年（昭和14年）都留中学校（現山梨県立都留高等学校）を卒業。1943年（昭和18年）陸軍予備士官学校を卒業し、満洲国、フィリピンなどを転戦し、陸軍中尉で終戦を迎えた。
戦後、郵政事務官となり、全国特定郵便局従業員組合中央本部書記長、同副委員長を務めた。山梨県議会議員に選出され5期在任し、同議長も務めた。その他、山梨県森林組合連合会副会長・理事、同県農業協同組合中央会・信用農業協同組合連合会・経済農業協同組合連合会・全国共済農業協同組合連合会共通会長理事、家の光協会監事、全国新聞情報農業協同組合連合会理事、全国農業協同組合中央会理事などを務めた。1976年（昭和51年）3月、山梨県上野原町立西原小学校備品購入費として100万円寄付により1977年（昭和52年）3月30日紺綬褒章受章。
1977年（昭和52年）7月の第11回参議院議員通常選挙に山梨県地方区から自由民主党公認で出馬して当選し、参議院議員を1期務めた。この間、参議院商工委員長、自民党国民運動本部副本部長、参議院自民党国会対策副委員長などを務めた。所属会派は自由民主党・自由国民会議であった。
その他、上野原町森林組合長理事、全日本剣道連盟参与、甲斐生コン社長なども務めた。
1992年（平成4年）春の叙勲で勲二等瑞宝章受章。
1993年（平成5年）7月14日死去、71歳。死没日をもって正八位から従四位に叙される。

## 著作
- 『農協まるまる活用法 : 利殖だけではない―こんなうまみがいっぱい!』リヨン社、1982年。